# Charles Belprey
Charles Belprey, né le 12 janvier 1740 à Lunéville (Meurthe), mort le 30 janvier 1823 à Avranches (Manche), est un colonel français de la Révolution et de l’Empire.

## États de service
Il entre en service le 1er juillet 1759, en qualité de garde du corps du roi de Pologne, et il est breveté lieutenant de cavalerie le 18 janvier 1762, avant de passer avec son grade, le 24 du même mois, dans le régiment d'Angoumois. 
Fin 1762, il embarque à Bordeaux, sur le vaisseau « Bien-Acquis », où il est fait prisonnier par les Anglais, et conduit à la Barbade. De retour en France, il obtient le 1er mars 1763, son admission dans une compagnie de gardes du corps du roi.
Le 14 avril 1764, il entre à l’école du génie, comme lieutenant en second, et il en sort le 1er janvier 1765, avec le titre d’ingénieur ordinaire (lieutenant en premier). Il reçoit le 25 août 1773, son brevet de capitaine, et il est fait chevalier de Saint-Louis le 27 août 1786.
Après la campagne de 1792, effectuée à l’armée du Centre, il passe chef de bataillon le 1er février 1793. Affecté à l’armée du Nord sous les ordres des généraux Dumouriez et Dampierre, il est suspendu de ses fonctions le 12 mai 1793, par le représentant du peuple Bellegarde, alors qu’il était en train de mettre en état de défense la place du Quesnoy. Conduit immédiatement dans les prisons de Ham, le représentant en mission Dumont, le fait transférer à Amiens. Ayant protesté énergiquement contre cette arrestation illégale et imméritée, il est libéré par décision du comité de salut public le 20 août 1794.
Remis en activité à l’armée du Nord, il est chargé en janvier et février 1795, d’arrêter et de paralyser l’effet de l’inondation produite dans les communes des environs de Bréda, par les débordements de la Mark. Ayant pleinement réussi sa mission, il reçoit les félicitations des États généraux hollandais, et du commandant en chef de l’armée du Nord.
Il est nommé chef de brigade et directeur des fortifications à Anvers le 3 juillet 1796, sur la demande du général Pichegru, et le 8 mai 1796, il passe à la direction de Cherbourg. Il est fait chevalier de la Légion d’honneur le 11 décembre 1803, et officier de l’ordre le 14 juin 1804.
Membre du collège électoral de la Manche en 1805, il est attaché pendant quelque temps, au comité des fortifications, en conservant ses fonctions à Cherbourg. Le 14 juillet 1810, il demande sa mise à la retraite, qu’il obtient le 14 septembre suivant.
Il meurt le 30 janvier 1823, à Avranches.

## Sources
- A. Lievyns, Jean Maurice Verdot, Pierre Bégat, Fastes de la Légion-d'honneur, biographie de tous les décorés accompagnée de l'histoire législative et réglementaire de l'ordre, Tome 3, Bureau de l’administration, 1844, 529 p. (lire en ligne), p. 23.
- « Cote LH/175/7 », base Léonore, ministère français de la Culture
- Edmond Thin, Cherbourg, bastion maritime du Cotentin : histoire, témoignage et documents, CinémAction-Corlet,, 1990, p. 144.
- Danielle Quintin et Bernard Quintin, Dictionnaires des colonels de Napoléon, S.P.M., 2013, 978 p. (ISBN 978-2-296-53887-0, lire en ligne), p. 88
- Léon Hennet, Etat militaire de France pour l’année 1793, Siège de la société, Paris, 1903, p. 312.